# Visuel-Langue des signes
 (décembre 2020).
Si vous disposez d'ouvrages ou d'articles de référence ou si vous connaissez des sites web de qualité traitant du thème abordé ici, merci de compléter l'article en donnant les références utiles à sa vérifiabilité et en les liant à la section « Notes et références ».
Visuel - Langue des signes française est une association loi de 1901, à but non lucratif, qui a pour but de promouvoir la langue des signes française (reconnue officiellement langue à part entière depuis 2005) et qui propose des formations à cette langue à travers toute la France.

## Histoire
L'association a été créée en 1998 par des personnes sourdes. Elle a été affiliée à la Fédération nationale des sourds de France.

## Rôle
À travers les formations que l’association propose, elle tente de sensibiliser tous les publics (entreprises, collectivités, particuliers, famille de personnes sourdes) à l’importance de l’apprentissage de la langue des signes française, à l’importance de cette dernière dans notre société, ainsi qu’à la découverte de la culture sourde. 
Visuel-Langues des Signes propose des formations dispensées par des formateurs et animateurs sourds et diplômés, afin de fournir un apprentissage de qualité à la langue des signes française.

## Certifications et Habilitations CNCP
Les centres du réseau Visuel - Langue des Signes Française proposent des formations d'apprentissage de la Langue des Signes Française qui débouchent sur des Certificats de Compétences en Langue des Signes Française - Langue Seconde du niveau A1 au niveau B2 du CECRL. Certificats inscrits à l'Inventaire de la CNCP - Commission National de la Certification Professionnelle.  
- Certificats de Compétences en Langue des Signes Française - Langue Seconde - Niveau A1[5]
- Certificats de Compétences en Langue des Signes Française - Langue Seconde - Niveau A2[6]
- Certificats de Compétences en Langue des Signes Française - Langue Seconde - Niveau B1[7]
- Certificats de Compétences en Langue des Signes Française - Langue Seconde - Niveau B2[8]

## Répartition en France
Les centres du réseau Visuel-Langues des Signes sont présents dans 11 régions :
- Visuel - LSF Auvergne-Rhône-Alpes, depuis 2002 ;
- Visuel - LSF Bourgogne-France-Comté, depuis 2001 ;
- Visuel - LSF Bretagne, depuis 2003 ;
- Visuel - LSF Centre, depuis 2007 ;
- Visuel - LSF Grand Est, depuis 2012 ;

- Visuel - LSF Île de France, Premier centre ouvert en 1998 ;

- Visuel - LSF Languedoc-Roussillon, depuis 2007 ;
- Visuel - LSF Midi-Pyrénées, depuis 2010 ;
- Visuel - LSF Normandie, depuis 2010 ;
- Visuel - LSF Nouvelle-Aquitaine, depuis 2006 ;
- Visuel - LSF Pays de la Loire, depuis 2015 ;
- Visuel - LSF Hauts-de-France, depuis 2020